# Henri Cazaux (ski alpin)
Pour les articles homonymes, voir Henri Cazaux (homonymie).
 Henri Cazaux, né le 18 septembre 1928 à Betpouey et mort le 14 juin 2024 à Lourdes, est un skieur alpin français.

## Biographie
Il est originaire de Barèges et est le fils de Jean Cazaux qui dirige l'école de ski de Barèges depuis 1937, à la suite d'Urbain Cazaux, maire de la commune et président de Fédération française de ski de 1948 à 1965.
Henri Cazaux, membre de l'équipe de France de ski alpin, obtient plusieurs top-10 dans les compétitions internationales, notamment en 1949 avec une 7e place au slalom de Megève et une autre 7e place sur la descente de Sestrières.
En 1950, il est sacré champion de France de slalom à Serre Chevalier,, ex-æquo avec Maurice Sanglard.
Il se voit confier cette même année la direction de l'école de ski de Barèges. Il y sera remplacé par Henri Noguère quelques années plus tard.
Il crée l'hôtel L'Igloo à Barèges.

## Hommage
En 1994, la piste S de Barèges est rebaptisée piste Ricao (son surnom).

## Palmarès

### Grandes classiques internationales (avant la création de la coupe du monde)[7]
Les tops-10 qui suivent sont une vue très partielle de l'ensemble de ses performances.
- 1949 :
  - 18 janvier : 7e du slalom de Megève
  - 4 février : 7e de la descente de Sestrières

### Championnats de France[8]
| Édition / Epreuve                 | Descente | Slalom géant | Slalom | Combiné |
| --------------------------------- | -------- | ------------ | ------ | ------- |
| Championnats 1947 Megève          | 24e      | -            | 11e    | 11e     |
| Championnats 1948 Superbagnères   | 8e       | -            |        |         |
| Championnats 1950 Serre Chevalier |          | 4e           | Or     |         |